# Средорек
Средорек је постор на десној обали Сврљишког Тимока. Име добио по томе што је био омеђен Тимоком и вадом, па је чинио острвце.
На том простору 20. века се одвијао друштвени и културни живот Књажевчана, јер је Стефан Лазаревић Чутка, кафеџија и екомом закупио део острва и подигао кафану.
Тимок је био зајежен, па су могли да плове чамци, а поред реке власник је уредио песковиту плажу са кабинама за купаче. До парка се долазило преко три мостића, главни је био преко воде која је окруживала парк. Други је био постављен испред куће Аце Станојевића, а трећи код тадашње кафане „Македонија”.
После Другог светског рата овде су одржаване омладинске игранке, а тада је Средорек преуређен за спортске намене.

## Сврљишки Тимок
Сврљишки Тимок је река у Србији. Извире у подножју Сврљишких планина. После 64 km свог тока код Књажевца се спаја са Трговишким Тимоком и чини Бели Тимок.
Настаје спајањем трију крашких речица на 450 m надморске висине. Те речице су: Турија (између села Периш и Лозан), Манојличка река (село Манојлица) и Вишевска (Околишка) река (извире код села Околиште и протиче подно села Гушевац).